# Francis-Henri Graffard
Francis-Henri Graffard, né le 27 avril 1977 au Creusot est un entraîneur français chevaux de courses, spécialisé dans les courses de plat.

## Biographie
Issu d'une famille liée aux courses (son grand-père, Henri Champliau, connut le succès comme éleveur de chevaux d'obstacles et remporta sous ses couleurs le Prix Vermeille 1955), Francis-Henri Graffard poursuit des études de droit qui le conduisent à travailler pour des organismes de ventes de chevaux. En 2003, il intègre la première promotion du Godolphin Flying Start, un programme international sponsorisé par l'écurie Godolphin. Après plusieurs stages chez de grands entraîneurs tels André Fabre ou l'Australienne Gai Waterhouse, il travaille pour Darley, le haras de Cheikh Mohammed Al Maktoum, puis devient l'assistant d'Alain de Royer-Dupré en 2009. Il obtient sa licence d'entraîneur public en 2011 et ne tarde pas à rencontrer le succès. Il remporte un premier groupe 1 avec le représentant de l'écurie Niarchos Erupt en 2015, puis gagne ses galons classiques avec Channel qui lui offre le Prix de Diane 2019. À la retraite d'Alain de Royer-Dupré en 2021, il prend sa succession à la tête d'Aiglemont, le centre d'entraînement privé de l'Aga Khan situé à Gouvieux,.

## Palmarès (groupe 1)
France

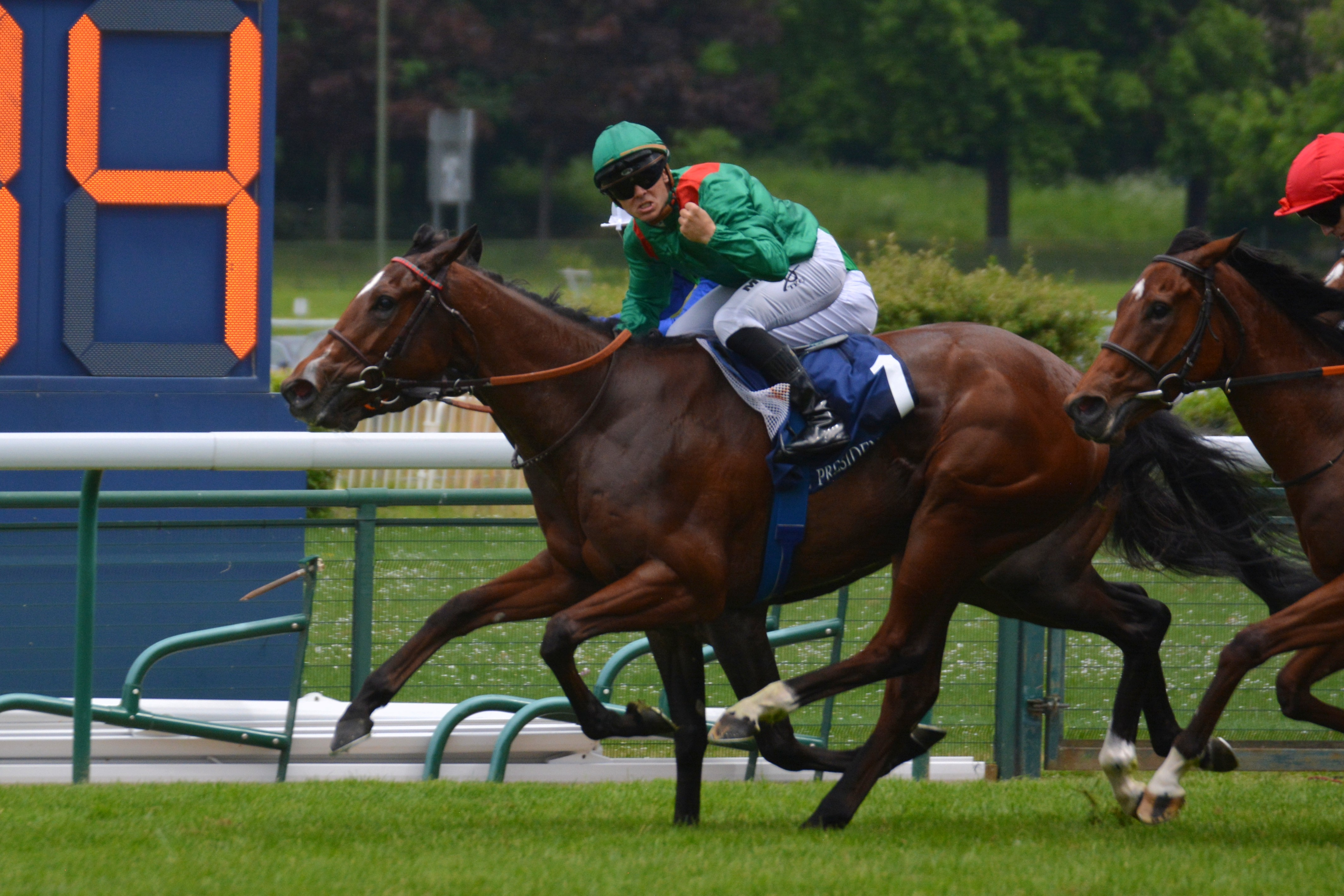
Victoire de Rouhiya dans la Poule d'Essai des Pouliches 2024.

- Prix de Diane – 2 – Channel (2019), Gezora (2025)
- Poule d'Essai des Pouliches – 2 – Rouhiya (2024), Zarigana (2025)
- Prix Vermeille – 2 – Bateel (2017), Sweet Lady (2022)
- Grand Prix de Paris – 1 – Erupt (2015)
- Prix de l'Abbaye de Longchamp – 1 – Wooded (2020)
- Prix Rothschild – 1 – Watch Me (2020)
- Prix Vicomtesse Vigier – 1 – Candelari (2025)
- Grand Prix de Saint-Cloud – 1 – Calendagan (2025)
- Prix Jean Prat – 1 – Woodshauna (2025)

 Royaume-Uni
- King George VI and Queen Elizabeth Stakes – 2 – Goliath (2024), Calandagan (2025)
- Coronation Stakes – 1 – Watch Me (2019)
- Queen Elizabeth II Stakes – 1 – The Revenant (2020)

 Allemagne
- Derby Allemand – 1 – In Swoop (2019)

 Canada
- Canadian International Stakes – 1 – Erupt (2016)